# 方貴満
方 貴満（パン・グィマン、朝: 방귀만、英: Bang Gui-Man、 1983年3月4日- ）は、大韓民国出身の柔道選手。階級は73kg級。身長170cm。本貫は温陽方氏。

## 人物
最初は66kg級の選手として活躍していて、韓国国際を2003年から2連覇した。しかし、2004年のアテネオリンピックでは初戦で敗れた。2006年に世界学生で3位になると、2007年のアジア選手権では優勝を飾った。2008年に階級を73kg級に上げると、2009年のアジア選手権でも優勝した。2010年にはワールドマスターズでも優勝したが、世界選手権では3回戦で敗れて、国内のライバルである王己春との差を縮めることができなかった。世界団体では3位に入った。一方、ワールドカップ・ローマでは優勝を飾ったものの、ドーピング検査で禁止薬物の陽性反応を示したことにより、2年間の出場停止処分を受けた。この件に関して本人は、他国の選手から渡されたジュースを飲んでしまったことが原因だと弁明している。2012年に復帰すると、ワールドカップ・チェジュで優勝した。2013年にはグランプリ・リエカと東アジア大会で優勝するが、グランドスラム・東京では決勝で中矢力に崩上四方固で敗れた。2014年のグランドスラム・パリでは優勝した。地元の仁川で開催されたアジア大会では秋本啓之に敗れて3位だったが、団体戦では優勝を飾った。

## 主な戦績
66kg級での戦績
- 2002年 - 青島国際　2位
- 2003年 - 韓国国際　優勝
- 2004年 - アジア選手権　3位
- 2004年 - 韓国国際　優勝
- 2005年 - フランス国際　5位
- 2005年 - ドイツ国際　5位
- 2005年 - アジア選手権　3位
- 2006年 - 東アジア選手権　2位
- 2006年 - 世界学生　3位
- 2007年 - アジア選手権　優勝

73kg級での戦績
- 2008年 - スペイン国際　2位
- 2008年 - 韓国国際　3位
- 2009年 - アジア選手権　優勝
- 2009年 - ワールドカップ・ウランバートル　優勝
- 2009年 - グランプリ・青島　優勝
- 2009年 - ワールドカップ・スウォン　優勝
- 2010年 - ワールドマスターズ　優勝
- 2010年 - グランプリ・デュッセルドルフ　5位
- 2010年 - ワールドカップ・プラハ　優勝
- 2010年 - 東アジア選手権　優勝
- 2010年 - グランドスラム・モスクワ　2位
- 2010年 - ワールドカップ・サルヴァドール　2位
- 2010年 - ワールドカップ・ローマ　優勝
- 2010年 - 世界団体　3位
- 2012年 - ワールドカップ・チェジュ　優勝
- 2013年 - ヨーロッパオープン・ブダペスト　2位
- 2013年 - グランプリ・リエカ　優勝
- 2013年 - 東アジア大会　優勝
- 2013年 - グランドスラム・東京　2位
- 2014年 - グランドスラム・パリ　優勝
- 2014年 - アジア大会　個人戦　3位　団体戦　優勝
- 2017年　- アジアオープン・台北　優勝